# Jean Stelli
Jean Stelli (Lille, 6 de diciembre de 1894 – Grasse, 2 de febrero de 1975 fue un actor de cine y teatro, guionista y director de cine francés. Se inició en la industria del cine como asistente de Julien Duvivier y participó como actor en Les Roquevillard (1922) de Duvivier. Como director, Stelli fue el encargado de terminar el rodaje de la película policiaca L'or du Cristobal (1940) tras abandonar Jacques Becker el proyecto por sus conflictos con los productores y por haber sido movilizado a causa de la Segunda Guerra Mundial. Stelli dirigió también La Tentation de Barbizon, película en la que debutó el actor Louis de Funès. 

## Filmografía
- 1935: Jeunesse d'abord (codirector: Claude Heymann)
- 1938: Durand bijoutier
- 1939: Pour le maillot jaune
- 1939: L'or du Cristobal (codirector: Jacques Becker)
- 1942: Le Voile bleu
- 1943: La Valse blanche
- 1944: L'Enfant de l'amour
- 1945: La Tentation de Barbizon (debut cinematográfico de Louis de Funès)
- 1946: Mensonges
- 1947: Le Mystérieux M. Sylvain
- 1947: La Cabane aux souvenirs
- 1948: Route sans issue
- 1948: La Cité de l'espérance
- 1948: Cinq tulipes rouges
- 1949: Dernier Amour
- 1949: La Voyageuse inattendue
- 1950: On n'aime qu'une fois
- 1950: Envoi de fleurs
- 1951: Maria du bout du monde
- 1951: Sérénade au bourreau
- 1951: Mammy
- 1951: Une fille sur la route
- 1952: Un trésor de femme
- 1953: La nuit est à nous
- 1953: Les Amoureux de Marianne
- 1955: La foire aux femmes
- 1956: Alerte au Deuxième Bureau
- 1957: Baratin
- 1957: Deuxième Bureau contre Inconnu
- 1958: Rapt au Deuxième Bureau
- 1959: Deuxième Bureau contre terroristes